# Dragan Tomić
Dragan Tomić (tiếng Serbia: Драган Томић) (sinh ngày 9 tháng 12 năm 1935 ở Pristina, Vương quốc Nam Tư - mất ngày 21 tháng 6 năm 2022) là cựu Chủ tịch Quốc hội Serbia, tại chức từ năm 1994 đến năm 2001. Một thành viên của Đảng Xã hội Serbia, ông trở thành quyền Tổng thống Serbia tiếp theo  từ 23 tháng 7 đến 29 tháng 12 năm 1997.
Ông là người kế nhiệm Slobodan Milošević và người kế nhiệm ông là Milan Milutinović.
Ông mất ngày 21 tháng 6 năm 2022 tại Belgrade, Serbia hưởng thọ 86 tuổi.